# Marcus Thorell
Marcus Thorell född 15 februari 1971 är en svensk spelkonstruktör och företagare inom datorspel, uppvuxen i Linköping och bosatt i Stockholm. Heter idag även Björkäng.
Under slutet av 1980-talet och början av 1990-talet arbetade han för Äventyrsspel (Target Games) som spelkonstruktör och bidrog till rollspelen Drakar och Demoner och Mutant, skrev artiklar för tidskriften Sinkadus samt konstruerade äventyret Barbia - Siratsias vita formelbok.
Efter tiden hos Target Games arbetade han under flera år med grafisk produktion och reklam innan han gav sig in i datorspelsbranschen. Marcus Thorell var en av de tre grundarna till datorspelsföretaget Idol FX som gjorde ett tiotal datorspel under några års tid, bland annat Nosferatu: The Wrath of Malachi. Senare skapades företaget Pixel Tales som är delaktiga i ett flertal datorspelsproduktioner så som Starshine Legacy och Star Academy och sedan Star Stable Online. Han jobbar sedermera på bolaget Star Stable Entertainment AB.